# Porcula salvania
Espèce
Statut de conservation UICN

 EN  : En danger
Statut CITES
Le sanglier nain, également appelé cochon nain ou cochon pygmée (Porcula salvanius) est un mammifère proche du sanglier. C'est l'espèce la plus rare parmi les Suidés, avec une population sauvage mondiale estimée à environ 200 individus.

## Caractéristiques
Porcula salvanius est l'une des plus petites espèces de Suidés, avec une longueur ne dépassant pas les 60 centimètres et une hauteur au garrot d'environ 28 centimètres maximum.
En comparaison des sangliers les plus massifs dont le poids a pu être évalué à 320 kilos, Porcula salvanius pèse entre 6 et 10 kilos.
La robe du sanglier nain est brune, parsemée de quelques poils plus sombres voire noirs. L'arrière de la tête et une partie du dos sont surmontés d'une petite crête érectile. Les yeux de l'animal sont de couleur noisette. Les nouveau-nés sont gris-rosé, tandis que la fourrure des jeunes est brune rayée de jaune.
Chez les adultes mâles, les canines peuvent être visibles de part et d'autre de la mâchoire.

## Comportement et écologie
L'espérance de vie est de 8 ans, avec une maturité sexuelle entre 1 et 2 ans. Les petits naissent de façon saisonnière, avant les périodes de mousson, suivant une gestation d'une centaine de jours.
Le sanglier nain vit en groupe de 5-6 à 15-20 individus. A l'état sauvage, il creuse des nids et des tranchées dans la végétation, lesquels leur servent de cachette durant les heures chaudes de la journée.
Leur odorat est, comme chez tous les Suidés, extrêmement développé et leur permet de dénicher leur nourriture. Racines, tubercules, insectes, rongeurs et petits reptiles constituent l'essentiel du régime alimentaire.
Porcula salvanius joue également un rôle important au sein de son écosystème, leur recherche de nourriture permettant d'éparpiller les graines et de fertiliser le sol.

## Taxonomie
L'espèce a été décrite pour la première fois comme le seul membre du genre Porcula, par Brian Houghton Hodgson, mais a ensuite été classée avec d'autres espèces de porcs du genre Sus et nommée Sus salvanius. Une analyse génétique de 2007 de la variation dans une grande section de l'ADN mitochondrial a suggéré que la classification originale du sanglier nain en tant que genre distinct était justifiée. La résurrection du statut de genre d'origine et du nom d'espèce Porcula salvanius a été adoptée par GenBank. Le nom de l'espèce salvanius vient des forêts de sal où il a été trouvé.

## Répartition
L'unique population sauvage actuellement répertoriée vit au sein du Manas National Park, dans l'Etat d'Assam (Inde). Un habitat caractérisé par des plaines pluviales humides, parcourues de hautes herbes grasses.
L'espèce a autrefois pu être répartie plus largement, notamment dans certains pays frontaliers comme le Népal, le Bangladesh ou encore le Bhoutan.

## Statut et menaces
C'est une espèce très menacée, en danger critique de disparition, victime de la chasse, du braconnage et de la dégradation ou destruction de son habitat.
Il a fait pour ces raisons l'objet d'un élevage conservatoire susceptible de contribuer à des programmes de réintroduction.
En 2021, l'association Aaranyak a permis la réintroduction de douze individus dans leur milieu naturel (5 mâles et 7 femelles).